# Erich Post
Erich Post (* 23. Dezember 1900 in Rudstannen, Kreis Gumbinnen; † wahrscheinlich 5. April 1945) war ein deutscher Politiker (NSDAP).

Erich Post

## Leben
Der Sohn eines Landwirts arbeitete nach dem Schulbesuch als Landarbeiter. Von 1919 bis 1929 war Post in wechselnden Berufen tätig, unter anderem als Lehrling im Büro des Bauernbundes Ost in Insterburg, dann als Kaufmannsgehilfe und reisender Kaufmann in Insterburg, Hannover, Darmstadt und Leipzig. Nach 1929 war er teils erwerbslos, teils arbeitete er in einem Installationsbüro in Insterburg.
Post war von 1920 bis 1922 Mitglied im Deutschvölkischen Schutz- und Trutzbund. Zum 1. Januar 1931 trat er der NSDAP bei (Mitgliedsnummer 445.240), für die er als Parteiredner und stellvertretender Kreisleiter von Pillkallen und Stallupönen aktiv war. 
Nach der Machtergreifung der Nationalsozialisten wurde Post 1933 Mitglied des Provinziallandtags für Ostpreußen. In der Partei übernahm er Funktionen als Kreisleiter für Fischhausen und Königsberg-Land (Juni 1933), als stellvertretender Gauschulungsleiter (Oktober 1933) und als Gauinspektor für den Regierungsbezirk Königsberg (Februar 1934). Zwischen Januar 1935 und August 1941 war er Landrat im Kreis Marienburg. Ab Januar 1939 leitete Post als Nachfolger von Erich Fuchs das Gauamt der Nationalsozialistischen Volkswohlfahrt (NSV) in Ostpreußen. Nach dem deutschen Überfall auf Polen organisierte Post als Leiter eines Einsatzstabes die NSV-Arbeit in mehreren polnischen Städten. 1940 wurde er zum Preußischen Provinzialrat und zum Ratsherrn der Stadt Königsberg ernannt. Am 12. März 1941 trat Post im Nachrückverfahren für den verstorbenen Abgeordneten Ernst Penner als Abgeordneter für den Wahlkreis 1 (Ostpreußen) in den nationalsozialistischen Reichstag ein.
In der Endphase des Zweiten Weltkrieges gehörte Post dem Volkssturm an. Nach Zeugenaussagen starb er im April 1945 bei einer Dienstfahrt nach Königsberg durch einen Artillerievolltreffer. Post wurde am 28. Juni 1950 für tot erklärt.